# Irena Jadwiga Kozłowska

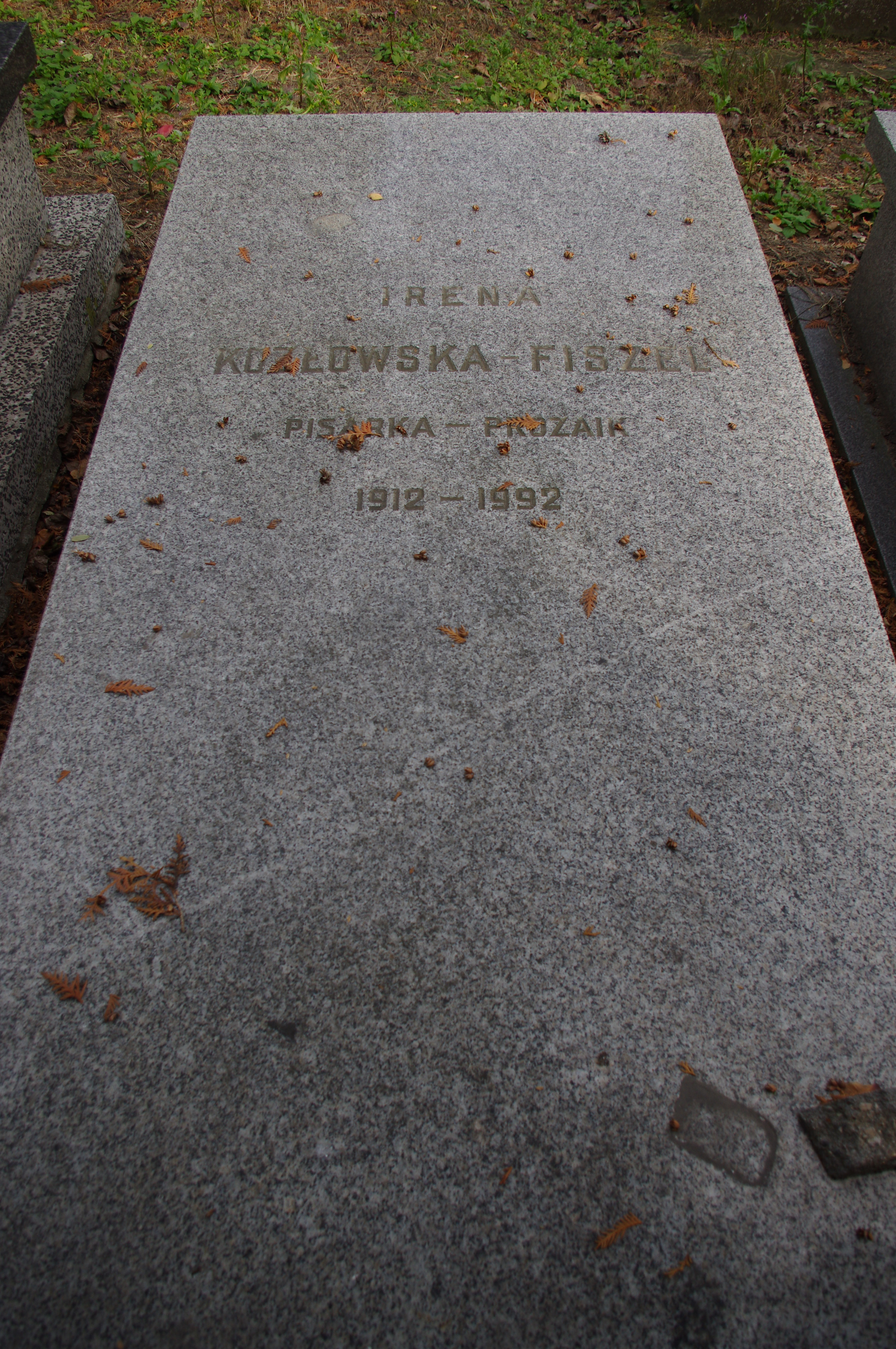
Grób pisarki Ireny Kozłowskiej-Fiszel na Cmentarzu żydowskim przy ul. Okopowej w Warszawie

Irena Jadwiga Kozłowska-Fiszel (ur. 9 czerwca 1912 w Buczaczu koło Tarnopola, zm. 14 października 1992 w Warszawie) – polska pisarka. 
Z zawodu była nauczycielką. Podczas II wojny światowej działała w tajnym szkolnictwie. Debiutowała w 1945 na łamach miesięcznika Twórczość. 
Zmarła w Warszawie. Pochowana jest na cmentarzu żydowskim przy ulicy Okopowej. Była żoną Henryka Fiszela (1910-1984), ekonomisty i profesora Uniwersytetu Warszawskiego.

## Twórczość
- Czarne niebo (opowiadania)
- 1967: Tramontana (powieść)
- 1972: Twarz nieznajomego (powieść)
- 1988: Wrócić do Itaki (powieść)